# Фик, Эми
Эми Фик (швед. Emy Fick, полное имя Emy Oscaria Charlotte Fick, урождённая Киландер; 1876—1959) — шведская художница по текстилю и основатель собственной школы.
Была одной из ключевых фигур в шведском швейном образовании и мире моды в 1910—1920 годах.

## Биография
Родилась 14 декабря 1876 года в Стокгольме и стала старшей из трёх детей в состоятельной семье Пола Киландера и его жены Эдлы Левин.
Она выросла в стокгольмском районе Эстермальм, где жила её семья до смерти отца в конце 1890-х годов. Эми Киландер вышла замуж за Эмиля Фика в 1921 году. Эмиль был военным кавалеристом и затем стал спортсменом — занимался фехтованием и верховой ездой, участвовал в Олимпийских играх в Стокгольме в 1912 году.
На рубеже веков Эми проучилась несколько лет в ассоциации «Друзья рукоделия» и совершила несколько учебных поездок за границу в начале XX века. В Италии она изучала кружево в школе графини Каваццы в Болонье, а затем побывала во Флоренции и Риме. Затем она посетила Франции и Германии, чтобы изучать гобелены. После этого в течение нескольких лет Эми Фик работала в отделе текстиля компании AB Nordiska Kompaniet с художницей по текстилю Тирой Графстрём. В этот период времени она получила финансовую поддержку от NK в виде года обучения шитью в Париже. Там она училась в известном тогда доме высокой моды House of Worth.

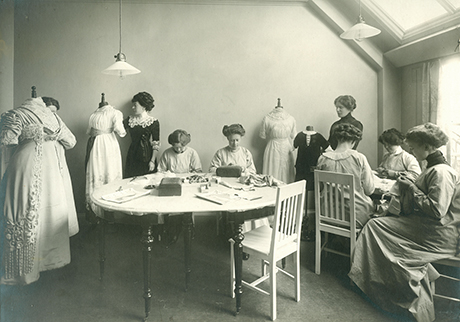
Birgittaskolan, 1910 год

На предприятии Nordiska Kompaniet Эми познакомилась с Элизабет Гланцберг и осенью 1910 года они вместе основали в Стокгольме первую школу моды и текстиля в Швеции Birgittaskolan. Это швейное предприятие и студия моды в центре столицы привлекала клиентов из знатных слоёв общества. Курсы шитья одежды были важнейшим направлением деятельности Birgittaskolan, но в её функции также входили пошив детской одежды и белья, вышивка и кружева, изготовление льняных изделий, художественного шитья, гобеленов и тканых ковриков. Учебные курсы в школе были разделены на длинные и короткие, длительный курс (шесть месяцев) считался профессиональным обучением. В 1914 году Эми Фик и Элизабет Гланцберг расстались, полностью прекратив сотрудничество, а затем продолжили самостоятельную деятельность в своих собственных компаниях: Элизабет сохранила исходное название Birgittaskolan, Эми создала предприятие Sankta Birgittaskolan.
Примерно в 1930 году Эми Фик отвечала за несколько крупных проектов по изготовлению гобеленов в  Sankta Birgittaskolan. Некоторые из них были размером в несколько метров с впечатляюще изображёнными композициями. На некоторых она использовала мотивы из рассказов Сельмы. Эми сотрудничала с художником Оссианом Эльгстрёмом — гобелен «Leif Eriksson upptäcker Vinland» был соткан по эскизу Эльгстрёма для шведского дипломата Фольке Бернадота.
Эми Фик достаточно много выставлялась как в Швеции (Стокгольм, Гётеборг и Мальмё), так и за рубежом (Лондон, Осло, Хельсинки). Она участвовала в 1925 году на Всемирной выставке в Париже, где получила золотую и бронзовую медали; а также на Стокгольмской выставке в 1930 году и на Всемирной выставке в Чикаго в 1933 году.
После того, как Эми Фик овдовела, в середине 1930-х годов она прекратила свою деятельность в Sankta Birgittaskolan, она переехала в Эстергётланд и жила в поместье местечка Строльснес, где организовала место для большой коллекции одежды, кружев и мебели.
Умерла 19 ноября 1959 года в провинции Эстергётланд. Была похоронена на кладбище Норра бегравнингсплатсен.
Ещё в 1957 году Эми Фик завещала бо́льшую часть поместья, а также свои личные вещи и коллекцию музею Эстергётланда.